# エジプトへの逃避途上の休息 (ダヴィト、プラド美術館)
『エジプトへの逃避途上の休息』（エジプトへのとうひとじょうのきゅうそく、西: Descanso en la Huida a Egipto、英: The Rest on the Flight into Egypt）は、フランドルの画家ヘラルト・ダヴィトが1515年ごろ、板上に油彩で描いた絵画である。作品は、マドリードのプラド美術館に所蔵されている。同画家による同主題のメトロポリタン美術館の作品、ワシントン・ナショナル・ギャラリーの作品、アントワープ王立美術館の作品、ロッテルダムのボイマンス・ヴァン・べーニンゲン美術館にある『聖母子』と比較対象となっている。本作は元来、スペインのナバラ州にあった修道院に所蔵されていたが、後にスペインの収集家パブロ・ボッシュ・イ・バラウ (Pablo Bosh y Barrau) 氏のコレクションに入り、1916年に氏からプラド美術館に寄贈された。当時は、ヒエロニムス・ボスに帰属されていた。

## 作品
「エジプトへの逃避」は、『新約聖書』中の「マタイによる福音書」 (II.13-18) から採られている。生まれたばかりのイエス・キリストの養父聖ヨセフの夢に天使が現れ、ヘロデ王がイエスを探し出して殺そうとしているので、聖母マリアとイエスを連れてエジプトに逃げるように告げる。福音書は、エジプト逃避途上の休息については触れておらず、それは「外典」 の記述に拠っている。多くの時期の画家たちにとって人気のある主題であったが、ダヴィトも異なる構図で何度か描いている。それらの作品はおそらく委嘱によるものではなく、絵画市場に出すために制作したのであろう。一連の作品はわずかの細部をのぞいてかなり類似しているが、すべての作品でダヴィトは、深い森を背景にして座り、幼子イエスに授乳してい聖母マリアに焦点を当てている。木々が形作る壁龕の中に際立つ聖母子を三角形のピラミッド型構図に収めているのは、レオナルド・ダ・ヴィンチの影響である。
風景の中に人物を描き込むことによって、背景の持つ叙事的、または説明的な役割がより重要なものとなっているが、これはヨアヒム・パティニールの作風とフランドル美術の風景画の成立に大きな影響を与えた。作品は、伝統的な「授乳の聖母」の姿で聖母子を表している。授乳のための休息であり、食べ物の入った籠やイエスの手に握られたスプーンが日常的な雰囲気を演出している。一見、ほほえましい光景だが、これにも「マリアがイエスを育むように、イエスは自身の犠牲によって人を信仰で育む」という暗喩がなされている。
聖家族のエジプトへの逃避は右側の背景に描かれており、左側の木々の背後には川沿いに町があり、地平線にまで達する丘がある。 フランドル派の細部への嗜好は、前景の植物、食べ物の入った籠、ブナの木の葉の茂み、栗の木に見て取れる。キアロスクーロが聖母の姿を形成し、色調、特に青と緑の色調は風景に深さを与えるべく、徐々に変化が付けられている。大気の表現には、レオナルド・ダ・ヴィンチのスフマート技法の影響が見られる。